# Arman Nersesyan
Arman Nersesyan (armenio: Արման Ներսեսյան; Ereván; 19 de octubre de 2001) es un futbolista semi-profesional armenio. que juega como portero en el BKMA Ereván y juega en la selección de fútbol de Armenia.

## Biografía
Arman Nersesyan nació en la capital de Ereván el 19 de octubre de 2001. Es estudiante de la Academia de Fútbol de Ereván .

## Carrera en clubes
Nersesyan debutó en la Liga Premier de Armenia con las categorías juveniles de la FC Ararat-Armenia en el 2018 a 2019.
En el 1 de agosto de 2019 Nersesyan fichó por el club de la Liga Premier de Armenia BKMA Ereván.

## Selección nacional
Arman Nersesyan jugó para las selecciones nacionales de Armenia sub-18 y sub-19. En el primero, dirigido por Karen Barseghyan, participó en 2 partidos, y en el segundo, dirigido por Rafael Nazaryan , participó en 3 partidos. El 26 de marzo de 2021 debutó con la selección sub-21 de Armenia ante sus compañeros de Bielorrusia (1-2). Jugó un total de 10 partidos con ese equipo.
En marzo de 2022, el entrenador en jefe de la Selección nacional de fútbol de Armenia, Joaquín Caparros, invitó a Arman Nersesyan a partidos amistosos con las selecciones nacionales de Montenegro y Noruega.
Recibió su segunda invitación a la selección nacional en marzo de 2023. El entrenador Alexander Petrakov lo convocó para el partido de clasificación para la Eurocopa 2024 contra Turquía (1-2) y un amistoso contra Chipre, pero no jugó.